# Johannes Actuarius
Johannes Actuarius (ur. ok. 1275, zm. ok. 1328) – grecki lekarz na dworze królewskim w Konstantynopolu. Napisał rozprawę o urynoskopii (Περί Ουρων, łac. De Urinis – O moczu) i o chorobach umysłowych.